# Élections législatives de 1997 dans les Ardennes
Les élections législatives françaises de 1997 se déroulent le 25 mai et le 1er juin 1997. Dans le département des Ardennes, trois députés sont à élire dans le cadre de trois circonscriptions.

## Élus
| Circonscription | Député sortant                               | Parti | Parti    | Député élu ou réélu | Parti | Parti |
| --------------- | -------------------------------------------- | ----- | -------- | ------------------- | ----- | ----- |
| 1re             | Michel Vuibert                               |       | UDF (FD) | Claudine Ledoux     |       | PS    |
| 2e              | Philippe Mathot                              |       | UDF (PR) | Philippe Vuilque    |       | PS    |
| 3e              | Jean-Luc Warsmann suppléant de Claude Vissac |       | RPR      | Jean-Luc Warsmann   |       | RPR   |

## Résultats

### Résultats à l'échelle du département
| Parti          | Parti                              | Premier tour | Premier tour | Second tour | Second tour | Sièges |
| Parti          | Parti                              | Voix         | %            | Voix        | %           | Sièges |
| -------------- | ---------------------------------- | ------------ | ------------ | ----------- | ----------- | ------ |
|                | Parti socialiste                   | 33 910       | 26,70        | 63 533      | 46,41       | 2      |
|                | Parti communiste français          | 13 730       | 10,81        |             |             | 0      |
|                | Les Verts                          | 4 978        | 3,92         | 0           |             |        |
|                | Divers gauche dont MDC             | 672          | 0,53         | 0           |             |        |
|                | Gauche plurielle                   | 53 290       | 41,96        | 63 533      | 46,41       | 2      |
|                |                                    |              |              |             |             |        |
|                | Union pour la démocratie française | 24 116       | 18,99        | 35 665      | 26,05       | 0      |
|                | Rassemblement pour la République   | 16 024       | 12,62        | 23 436      | 17,12       | 1      |
|                | La Droite indépendante             | 2 832        | 2,23         |             |             | 0      |
|                | Divers droite                      | 68           | 0,05         | 0           |             |        |
|                | Droite parlementaire               | 43 040       | 33,89        | 59 101      | 43,17       | 1      |
|                |                                    |              |              |             |             |        |
|                | Front national                     | 25 169       | 19,82        | 14 262      | 10,42       | 0      |
|                | Extrême gauche dont LCR, LO et PT  | 4 498        | 3,54         |             |             | 0      |
|                | Génération écologie                | 867          | 0,68         | 0           |             |        |
|                | Extrême droite                     | 146          | 0,11         | 0           |             |        |
|                |                                    |              |              |             |             |        |
| Inscrits       | Inscrits                           | 189 495      | 100,00       | 189 484     | 100,00      | 3      |
| Abstentions    | Abstentions                        | 57 857       | 30,53        | 48 102      | 25,39       |        |
| Votants        | Votants                            | 131 638      | 69,47        | 141 382     | 74,61       |        |
| Blancs et nuls | Blancs et nuls                     | 4 628        | 3,52         | 4 486       | 3,17        |        |
| Exprimés       | Exprimés                           | 127 010      | 96,48        | 136 896     | 96,83       |        |

### Résultats par circonscription

#### Première circonscription (Mézières - Rethel)
| Candidat       | Candidat               | Parti          | Premier tour | Premier tour | Second tour | Second tour |  |
| Candidat       | Candidat               | Parti          | Voix         | %            | Voix        | %           |  |
| -------------- | ---------------------- | -------------- | ------------ | ------------ | ----------- | ----------- |  |
|                | Michel Vuibert sortant | UDF (FD)       | 13 413       | 29,57        | 19 740      | 39,24       |  |
|                | Claudine Ledoux élue   | PS             | 12 440       | 27,42        | 22 843      | 45,41       |  |
|                | Émile-Georges Wagner   | FN             | 9 893        | 21,81        | 7 726       | 15,36       |  |
|                | Sylvain Dalla Rosa     | PCF            | 3 849        | 8,48         |             |             |  |
|                | Philippe Lenice        | Les Verts      | 2 222        | 4,9          |             |             |  |
|                | Michèle Loux           | LO             | 1 474        | 3,25         |             |             |  |
|                | Mario Rebaudengo       | LDI (MPF)      | 1 403        | 3,09         |             |             |  |
|                | Isabelle Baudry        | US4J           | 672          | 1,48         |             |             |  |
|                |                        |                |              |              |             |             |  |
| Inscrits       | Inscrits               | Inscrits       | 69 163       | 100,00       | 69 165      | 100,00      |  |
| Abstentions    | Abstentions            | Abstentions    | 21 839       | 31,58        | 17 455      | 25,24       |  |
| Votants        | Votants                | Votants        | 47 324       | 68,42        | 51 710      | 74,76       |  |
| Blancs et nuls | Blancs et nuls         | Blancs et nuls | 1 958        | 4,14         | 1 401       | 2,71        |  |
| Exprimés       | Exprimés               | Exprimés       | 45 366       | 95,86        | 50 309      | 97,29       |  |

#### Deuxième circonscription (Charleville - Givet)
| Candidat       | Candidat                | Parti          | Premier tour | Premier tour | Second tour | Second tour |  |
| Candidat       | Candidat                | Parti          | Voix         | %            | Voix        | %           |  |
| -------------- | ----------------------- | -------------- | ------------ | ------------ | ----------- | ----------- |  |
|                | Philippe Mathot sortant | UDF (PR)       | 10 703       | 25,93        | 15 925      | 35,68       |  |
|                | Philippe Vuilque élu    | PS             | 10 596       | 25,67        | 22 173      | 49,68       |  |
|                | Michel Dierckens        | FN             | 8 485        | 20,56        | 6 536       | 14,64       |  |
|                | René Visse              | PCF            | 7 137        | 17,29        |             |             |  |
|                | Thérèse Lorandeau       | Les Verts      | 1 777        | 4,31         |             |             |  |
|                | Jean-Pierre Bourriaud   | LO             | 828          | 2,01         |             |             |  |
|                | Gilbert Dequet          | LDI (MPF)      | 697          | 1,69         |             |             |  |
|                | Gérard Baudoin          | PT             | 425          | 1,03         |             |             |  |
|                | Jean-Michel Fournaise   | LCR            | 414          | 1            |             |             |  |
|                | Simone Delisle          | Extrême droite | 146          | 0,35         |             |             |  |
|                | Jacques Oury            | Divers droite  | 68           | 0,16         |             |             |  |
|                |                         |                |              |              |             |             |  |
| Inscrits       | Inscrits                | Inscrits       | 62 551       | 100,00       | 62 541      | 100,00      |  |
| Abstentions    | Abstentions             | Abstentions    | 19 932       | 31,87        | 16 791      | 26,85       |  |
| Votants        | Votants                 | Votants        | 42 619       | 68,13        | 45 750      | 73,15       |  |
| Blancs et nuls | Blancs et nuls          | Blancs et nuls | 1 343        | 3,15         | 1 116       | 2,44        |  |
| Exprimés       | Exprimés                | Exprimés       | 41 276       | 96,85        | 44 634      | 97,56       |  |

#### Troisième circonscription (Sedan - Vouziers)
| Candidat       | Candidat                        | Parti          | Premier tour | Premier tour | Second tour | Second tour |  |
| Candidat       | Candidat                        | Parti          | Voix         | %            | Voix        | %           |  |
| -------------- | ------------------------------- | -------------- | ------------ | ------------ | ----------- | ----------- |  |
|                | Jean-Luc Warsmann sortant réélu | RPR            | 16 024       | 39,69        | 23 436      | 55,86       |  |
|                | Jean-Paul Bachy                 | PS             | 10 874       | 26,94        | 18 517      | 44,14       |  |
|                | Anne-Marie Delge                | FN             | 6 791        | 16,82        |             |             |  |
|                | Régine Henry                    | PCF            | 2 744        | 6,8          |             |             |  |
|                | Laurence Boulinier              | LO             | 998          | 2,47         |             |             |  |
|                | Guy Hannesse                    | Les Verts      | 979          | 2,43         |             |             |  |
|                | Georges Le Néchet               | GÉ             | 867          | 2,15         |             |             |  |
|                | Bernard Valent                  | LDI (MPF)      | 732          | 1,81         |             |             |  |
|                | Saïd Bessadi                    | LCR            | 359          | 0,89         |             |             |  |
|                |                                 |                |              |              |             |             |  |
| Inscrits       | Inscrits                        | Inscrits       | 57 781       | 100,00       | 57 778      | 100,00      |  |
| Abstentions    | Abstentions                     | Abstentions    | 16 086       | 27,84        | 13 856      | 23,98       |  |
| Votants        | Votants                         | Votants        | 41 695       | 72,16        | 43 922      | 76,02       |  |
| Blancs et nuls | Blancs et nuls                  | Blancs et nuls | 1 327        | 3,18         | 1 969       | 4,48        |  |
| Exprimés       | Exprimés                        | Exprimés       | 40 368       | 96,82        | 41 953      | 95,52       |  |